# Револьвер Beaumont-Adams
Бомон-Адамс (англ. Beaumont-Adams), — доработанный Фредериком Бомоном капсюльный (после переделки — центрального воспламенения) револьвер системы Адамса. Первое в мире оружие с УСМ двойного действия.
Состоял на вооружении британской армии с 1855 года вплоть до замены в 1880 году револьвером Энфилда. Также выпускался в Бельгии и США по лицензии.

## Описание конструкции
Особенностью конструкции, зафиксированной в полученном 20 февраля 1856 британском патенте (а 3 июня того же года и в американском, за номером 15,032), было применение ударно-спускового механизм двойного действия.

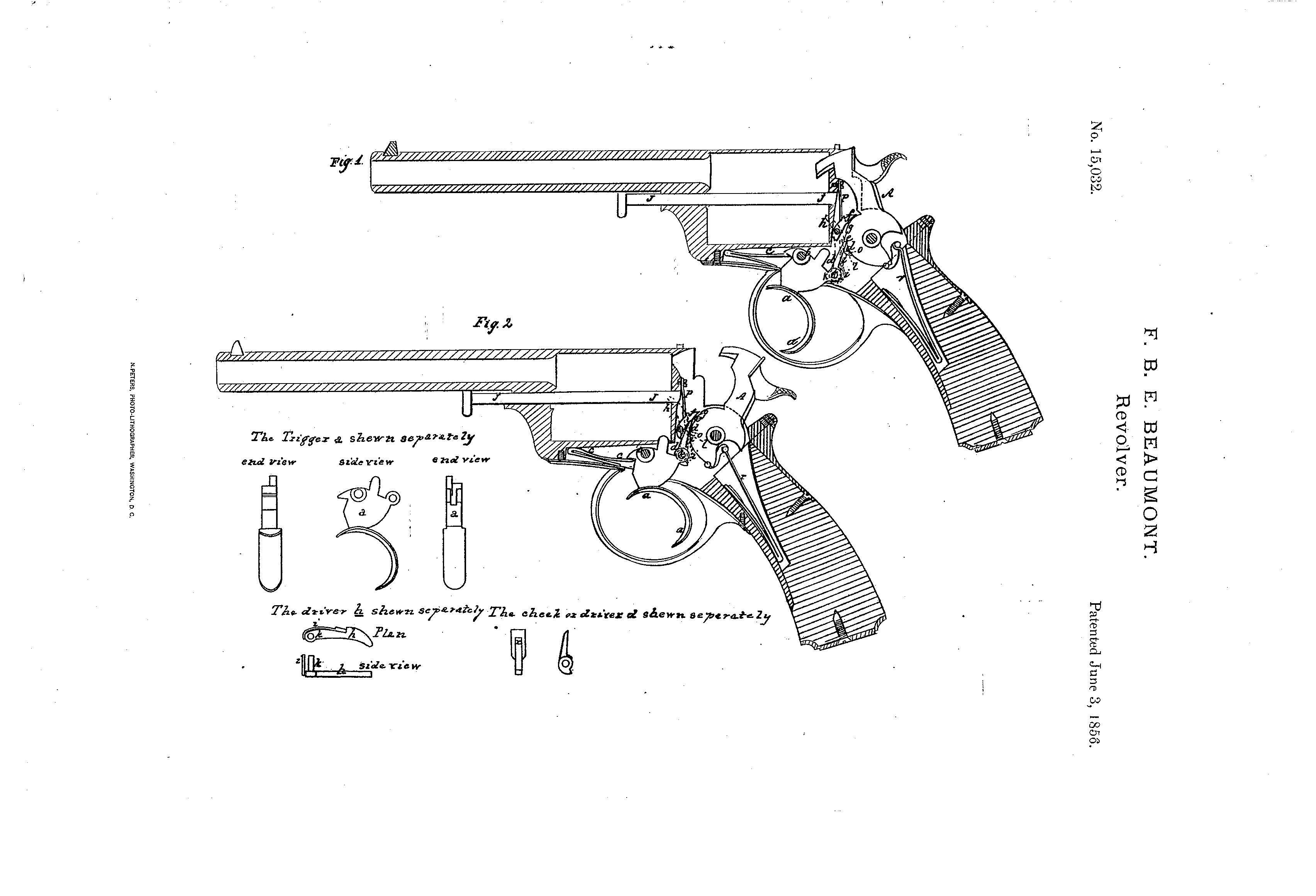
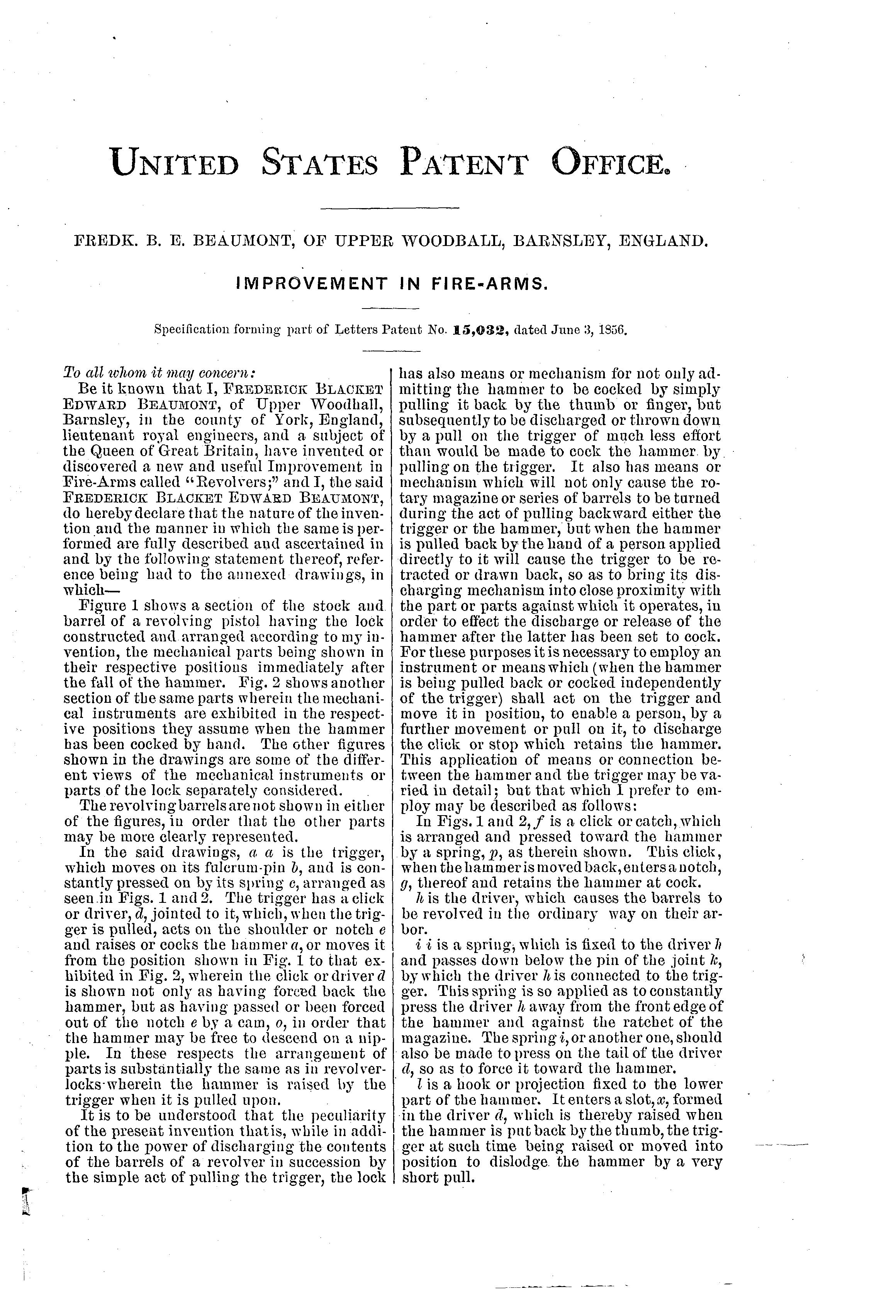
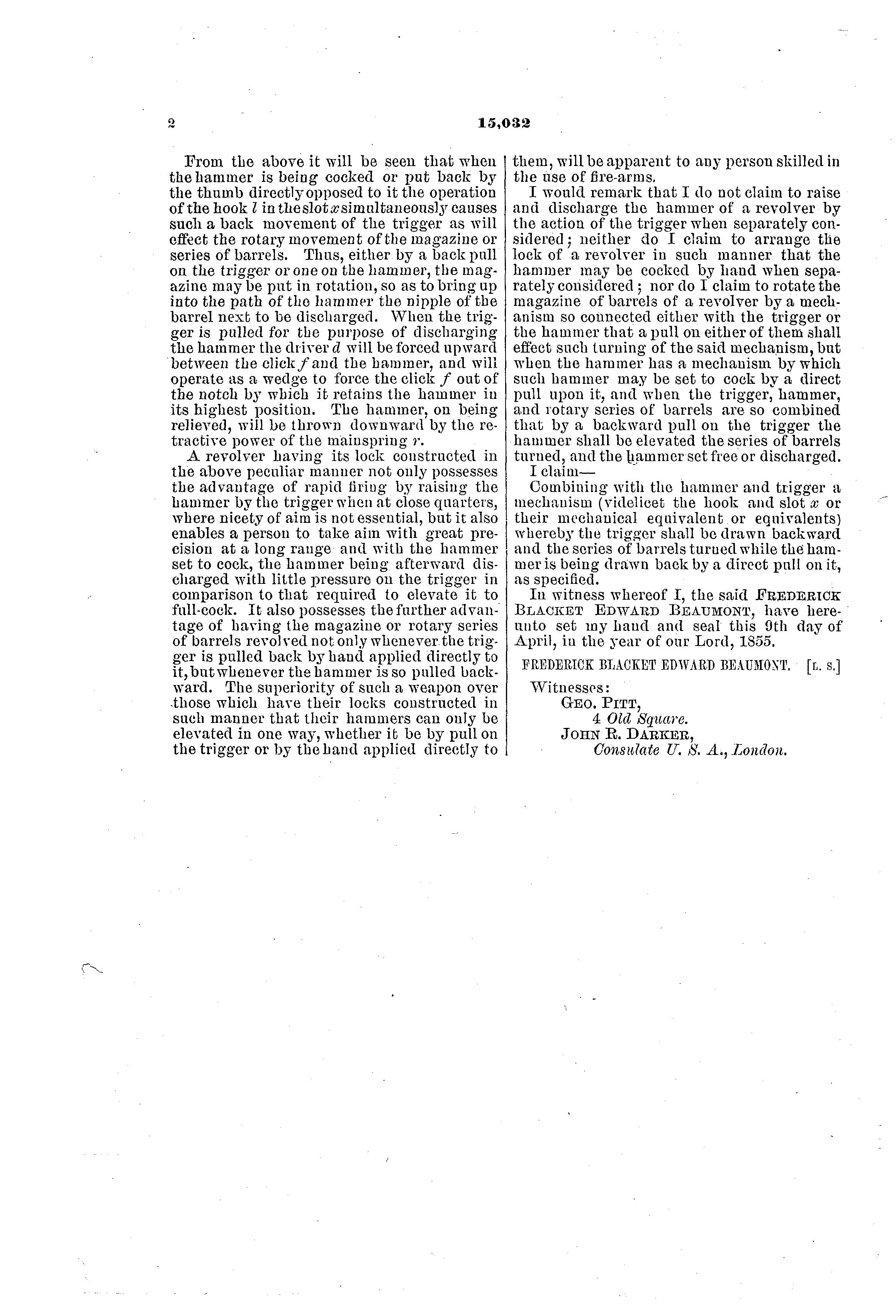

Восьмигранный ствол отделён от рамки, он соединён с ней цилиндрическим штифтом и приливом. Экстрактор прикреплён к левой части ствола. Слева находится пружинный предохранительный стопор. Рукоятка с двумя щечками оснащена серебряной стыковой перемычкой.
В конце 1860-х годов, когда многие капсюльные револьверы переделывались под унитарные патроны, та же участь постигла и систему Бомона-Адамса, теперь снаряжавшуюся патронами центрального воспламенения .450 Adams.

## Применение за пределами Британии
Наличие УСМ двойного действия в сочетании с большей останавливающей мощью пули .442-го калибра давало некоторое преимущество конструкции Бомона-Адамса по сравнению с её основным конкурентом — револьвером Colt Navy. Открытие же (совместно с Джорджем и Джоном Динами) компанией Deane, Adams & Deane заводов в Бирмингеме и Льеже, а также принятие британской системы на вооружение армии в 1856 году вынудило Сэмюэла Кольта закрыть лондонский филиал в связи с упавшим объёмом продаж.
В США компания Massachusetts Arms получила лицензию на выпуск примерно 19.000 экземпляров револьвера в калибре .36, из которых около 1.750 были закуплены армией северян в начале Гражданской войны. Эта же компания производила револьвер и в 32-м калибре.